# Estação Jardim de Alah / Leblon
A Estação Jardim de Alah / Leblon é uma estação da Linha 4 do Metrô do Rio de Janeiro. Localizada próxima do conjunto de praças Jardim de Alah, que divide os bairros de Ipanema e Leblon.
Em agosto de 2022, a estação foi renomeada de "Jardim de Alah" para "Jardim de Alah / Leblon", ocasião em que as estações ganharam sufixos com os nomes dos bairros em que se localizam.
Possui dois acessos: 
Acesso A - Borges de Medeiros
Acesso B - Alm. Pereira Guimarães